# Купянский уезд
Купянский уезд — административно-территориальная единица Харьковской губернии Российской империи. Уездный город — Купянск.

## История
- Образован 25 сентября 1779 года по закону императрицы Екатерины II в составе Воронежского наместничества.
- 12 декабря 1796 года по приказу императора Павла I вошел в обновленную Слободско-Украинскую губернию.
- С 5 декабря 1835 года — в составе Харьковской губернии.
- C декабря 1922 года в составе Украинской Советской Социалистической Республики Союза Советских Социалистических Республик.
- 7 марта 1923 года в СССР введена система административно-территориального деления (район — округ — губерния — центр); Харьковская губерния была разделена на пять округов: Харьковский (24 района), Богодуховский (12 районов), Изюмский (11 районов), Купянский (12 районов) и Сумский (16 районов). Купянский уезд был упразднён. Территория уезда вошла в состав Купянского округа и в нём был образован первоначально небольшой Купянский район Харьковской губернии.

## Население
По переписи 1897 года население уезда составляло 234 182 человек, в том числе в городе Купянск — 6893 жит.

### Национальный состав
Национальный состав по переписи 1897 года:
- украинцы (малороссы) — 202 836 чел. (86,6 %),
- русские — 30 824 чел. (13,2 %),

| Год  | Численность | Численность |
| ---- | ----------- | ----------- |
| 1860 | 102 287     | [ 3 ]       |
| 1897 | 234 182     | [ 4 ]       |
| 1917 | 304 000     | [ 5 ]       |

## Символика
Герб имеет следующее описание: «Сидящий сурок в золотом поле, которыми зверями окрестности города сего изобилуют».

## Административное деление
В 1913 году в уезде было 20 волостей: 
| - Боровская — сл. Боровская, - Гороховатская — сл. Гороховатка, - Гусинская — сл. Гусинка, - Двуречанская — сл. Двуречная, - Кабанская — сл. Кабанье, - Каменская — сл. Каменка, - Колодезянская — сл. Колодезное, - Кременская — сл. Кременная, - Купянская — г. Купянск, - Нижнедуванская — сл. Нижняя Дуванка, | - Новониколаевская — сл. Новониколаевская, - Ольшанская — сл. Ольшаная, - Песчанская — сл. Радьковские-Пески, - Петропавловская — сл. Петропавловка, - Покровская — сл. Покровск, - Сеньковская — сл. Сеньково, - Сватово-Лучская — сл. Сватово-Лучка, - Староверовская — сл. Староверовка, - Тарасовская — сл. Тарасовка, - Терновская — сл. Терны. |